# Rudolf Mestdagh

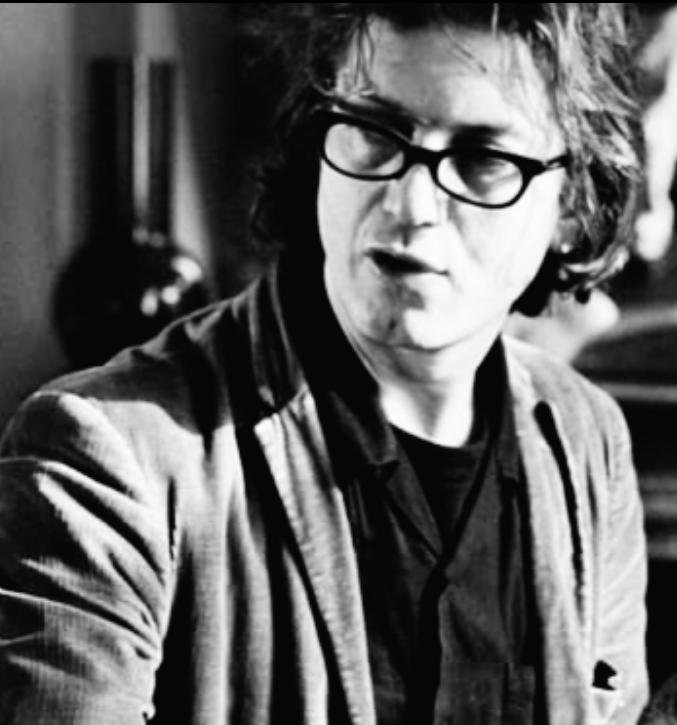
Cineasta Belga Rudolf Mestdagh

Rudolf Mestdagh é um cineasta belga (nascido em 28 de Abril de 1965) sendo roteirista, diretor e produtor cinematográfico. 
Ao total já realizou 7 curtas, 5 longa metragens, 10 documentários, 50 comerciais e 1 série produzida pelo Guy Ritchie.
Como coprodutor, fez 4 longa metragens em diversos países pela Europa e já trabalhou com grandes cineastas incluindo Lars Von Trier e Anthony Quinn.

### Biografia
Rudolf estudou Direção e Produção de Filmes na Academia de Cinema de Bruxelas, enquanto também estudava Literatura e Roteiro na Universidade Francesa, ULB. Ele também frequentou a Media Business School 2000 e acompanhou o programa EAVE 2002 para produtores de filmes através do Media Plus. Acompanhou vários Workshops sobre Screen Writing (FEMI em Barcelona, AFI em Los Angeles).
Depois de trabalhar por vários anos como gerente de produção, Rudolf lançou duas empresas, Amalgam Inc. e CosmoKino, para produzir e distribuir uma série de curtas-metragens. Desde então, dirigiu um longa, cinco curtas, três filmes para a TV, quinze documentários e mais de cinquenta comerciais. A maioria de seus filmes é muito aclamada e ganhou vários prêmios.
Seu segundo curta, Robochick, ficou em segundo lugar na competição do Festival de Cinema de Cannes em 1993. Ganhou o Oscar belga e a Maçã de Prata em Oakland. O primeiro comercial de Rudolf, Marie Thumas, ganhou a Medalha Mundial de Bronze no Festival de Publicidade de Nova York e foi selecionado em Cannes.
Para o Channel 4 (Reino Unido), ele dirigiu dois episódios da série de TV Lock Stock And Two Smoking Barrels, produzida e baseada no filme de Guy Ritchie.
Em 2004, seu primeiro longa-metragem, Ellektra, co-escrito, dirigido e produzido por Rudolf sob sua própria empresa CosmoKino, foi rodado por um orçamento de 1,5 milhões com dinheiro de fundos flamengos, holandeses, alemães e europeus, duas redes de TV VRT e Canal Plus Flanders.
Nos últimos dois anos, como co-produtor, Rudolf esteve envolvido em quatro projetos de longa-metragem internacionais.

### Trabalhos Realizados

#### Direção e Roteiro
Looking For A Heart Of Gold
I Am Shining
Maelstrom (2014)
Sam Shaw, Fighting For Reality (2010)
Julien Schoenaerts, Beauty & Solace (2009)
Ellektra (2004)
Het paradijs (1998)
Los Angeles/Gang Bang (1996)
John Cassavetes: To Risk Everything to Express It All (1996)
Beauville (1995)
Over the Rainbow (1995)
Ouf! (1994)
Robokip (1993)
Vol-au-vent (1991)

#### Programa de Televisão
Lock, Stock... (TV Series) (2000)
- ...And Spaghetti Sauce (2000)
- ...And 200 Smoking Kalashnikovs (2000)

### Prêmios
Foi indicado a Cannes (1993) e venceu o Oscar Belga de 'Melhor Curta' com seu curta "Robokip".
Em um de seus longa metragens, Ellektra (2004), foi indicado e venceu diversas premiações, incluindo o prêmio de 'Melhor Filme Estrangeiro'.
| Year | Association                        | Category                                  | Recipient       | Result    |
| ---- | ---------------------------------- | ----------------------------------------- | --------------- | --------- |
| 2005 | Bogotá Film Festival               | Golden Precolumbian Circle for Best Film  | Rudolf Mestdagh | Nominated |
| 2006 | B-Movie Film Festival              | B-Movie Award for Best Foreign Film       | Rudolf Mestdagh | Won       |
| 2006 | B-Movie Film Festival              | B-Movie Award for Best Supporting Actress | Axelle Red      | Won       |
| 2006 | Cyprus International Film Festival | Best Cinematography                       | Danny Elsen     | Won       |
| 2006 | Cyprus International Film Festival | Best Production Design                    | Gert Stas       | Won       |